# Karen Díaz
Karen Janet Díaz Medina (* 10. November 1984 in Aguascalientes) ist eine mexikanische Fußballschiedsrichterin. Sie steht als Fußballschiedsrichterassistentin seit 2018 auf der Liste der FIFA-Schiedsrichter.

## Karriere
Mit 20 Jahren wechselte die Nationalspielerin der Juniorinnen ins Schiedsrichterwesen. 2016 leitete sie erste Partien der höchsten mexikanischen Männerliga. Zur Weltmeisterschaft 2022 wurde sie ins Aufgebot der Assistenten berufen. Damit wurde sie zur ersten mexikanischen Schiedsrichterin, die für eine Weltmeisterschaft der Männer nominiert wurde.